# Bulimulus hirsutus
Bulimulus hirsutus é uma espécie de gastrópode da família Orthalicidae.
É endémica do Equador.
Os seus habitats naturais são: matagal árido tropical ou subtropical.
Está ameaçada por perda de habitat.